# Sumbaädelpapegoja
Sumbaädelpapegoja (Eclectus cornelia) är en papegojfågel som förekommer i Indonesien.

## Utbredning och systematik
Fågeln förekommer enbart på ön Sumba i Små Sundaöarna. Den betraktades tidigare som del av ädelpapegoja (Eclectus roratus, numera moluckädelpapegoja), men urskiljs sedan 2019 som egen art av Birdlife International och IUCN, sedan 2023 även av tongivande International Ornithological Congress.

## Status
Fågeln kategoriseras av IUCN som starkt hotad.